# Tonga-árok

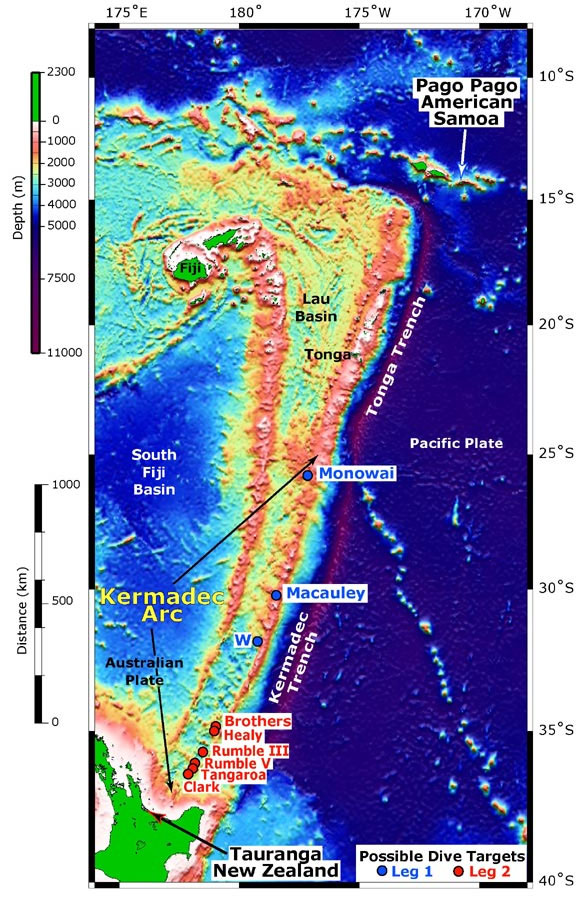
A Kermadec-ív a Tonga-árokkal, az Északi-szigettől északra

A Tonga-árok mélytengeri árok a Csendes-óceánban, amelynek legmélyebb pontja (a Horizont-szakadékban) 10 882 méter.
Az árok a Kermadec-Tonga szubdukciós zóna északi részében fekszik. Ez egy aktív  zóna, ahol a Csendes-óceáni-lemez a Tonga-lemez és az indoausztrál lemez alá bukik. A Tonga-árok a Kermadec-szigetektől nyúlik észak-északkeleti irányba, Új-Zéland Északi-szigetétől északra. A Tonga-lemeztől északra nyugati irányba fordul.
A lemezmozgás sebességét évi mintegy 15 centiméterre becsülték (Lonsdale, 1986), de a GPS műholdak mérései azt jelezték, hogy a Tonga-árok északi részében ez elérheti az évi 24 centimétert is, ami a Földön mért legnagyobb lemezsebesség (Bevis et al., 1995).
Az árokban nyugszik a csaknem szerencsétlenségbe fulladt Apollo–13 űrküldetés radioizotópos termoelektromos generátora.

## Fordítás
- Ez a szócikk részben vagy egészben  a   Tonga Trench című nepáli Wikipédia-szócikk ezen változatának fordításán alapul.  Az eredeti cikk szerkesztőit annak laptörténete sorolja fel. Ez a jelzés csupán a megfogalmazás eredetét és a szerzői jogokat jelzi, nem szolgál a cikkben szereplő információk forrásmegjelöléseként.